# Primera divisió catalana de rugbi
La Primera Catalana és la màxima competició de la lliga de rugbi a 15 a Catalunya. La juguen un total de 10 equips catalans en format d'anada i tornada i segueix les normes del rugbi a 15 que defineix la International Rugby Board. El primer classificat de la temporada disputa un playoff d'ascens a Primera Nacional (equivalent a la Segona B del futbol) i l'últim perd la categoria i baixa a Segona Catalana. Tanmateix, l'anomenat descens compensat (com ara que un equip de Primera Nacional baixi i un de Primera Catalana no pugui ascendir) pot provocar que perdin la categoria dos equips, com en la temporada 2010-2011.

## Palmarès
| - 1987-88: Gòtics RC - 1988-89: GEiEG - 1989-90: CR Bonanova - 1990-91: GEiEG - 1991-92: CN Barcelona | - 1992-93: Enginyers RC - 1993-94: CN Barcelona - 1994-95: FC Barcelona - 1995-96: Enginyers RC - 1996-97: GEiEG | - 1997-98: CD Puig Castellar - 1998-99: GEiEG - 1999-00: Lleida RC - 2000-01: CR Bonanova - 2001-02: Alella RC | - 2002-03: RC L'Hospitalet B - 2003-04: CNPN Enginyers - 2004-05: GEiEG - 2005-06: BUC - 2006-07: GEiEG | - 2007-08: BUC - 2008-09: CNPN Enginyers - 2009-10: CEU Barcelona - 2010-11: GEiEG - 2011-12: GEiEG |

## Altres temporades
- Primera divisió Catalana de Rugbi 2011-2012
- Primera divisió Catalana de Rugbi 2010-2011